# Edward Burtynsky
Edward Burtynsky (Saint Catharines, a l'estat d'Ontario, Canadà, 22 de febrer de 1955), membre de l'Orde del Canadà, és un fotògraf canadenc i artista que ha aconseguit el reconeixement internacional per les seves fotografies de gran format de paisatges industrials. La seva obra es troba en més de mig centenar de grans museus com el Museu Guggenheim (Nova York), la National Gallery of Canada, i la Biblioteca Nacional de París. Fou guanyador del TED Prize l'any 2005.

## Inicis
Burtynsky va néixer a Saint Catharines, a l'estat d'Ontario (Canadà). Els seus pares havien emigrat el 1951 des d'Ucraïna i el pare va trobar feina en la línia de producció de la planta local de General Motors. Quan tenia 11 anys, el seu pare va comprar una càmera fosca d'una vídua el difunt marit de la qual practicava la fotografia de forma aficionada. Amb el seu pare, Burtynsky va aprendre a fer impressions fotogràfiques en blanc i negre i juntament amb seva germana gran, va establir un petit negoci de retrats al centre ucraïnès de Saint Catharines. Durant els anys 70, Burtynsky va trobar feina a la impremta, cosa que li va permetre començar classes nocturnes de fotografia.

## Formació universitària
Des de mitjans dels 70 fins a principis dels 80, Burtynsky formalment estudia arts gràfiques i fotografia. Obtingué el diploma en arts gràfiques pel Niagara College a Welland (Ontario) l'any 1976, i una llicenciatura en Photographic Arts (Media Studies Program) de l'Institut Politècnic Ryerson de Toronto l'any 1982.

## Carrera fotogràfica
Les fotografies més famoses de Burtynsky són vistes de paisatges alterats per la indústria: deixalles de mines, pedreres, munts de ferralla. La gran i imponent bellesa de les seves imatges combinen sovint amb conflicte dels ambients compromesos que representen. Ha fet diverses visites a la Xina per fotografiar el sorgiment industrial d'aquest país, i la construcció d'un dels projectes d'enginyeria més grans del món, la presa de les Tres Gorges.
Les seves primeres influències inclouen Ansel Adams, Edward Weston, Eadweard Muybridge, i Carleton Watkins, les empremtes que va veure al Metropolitan Museum of Art de la dècada de 1980. Un altre grup l'obra comparteix temes i enfocaments similars per al treball fotogràfic Burtynsky són els fotògrafs que van participar en els Topographics nova exposició.
Les seves primeres influències inclouen Ansel Adams, Edward Weston, Eadweard Muybridge i Carleton Watkins, les empremtes que va veure al Metropolitan Museum of Art a la dècada dels 80. La major part de la fotografia exhibida Burtynsky fou capturada amb una càmera de format de camp de gran pel·lícula de 4x5 polzades d'alta resolució i de gran impressions i volum.
Algunes de les seves series fotogràfiques inclouen:
- 1983 - 1985: Breaking Ground: Mines, Railcuts and Homesteads (Canadà i Estats Units)
- 1991 - 1992: Vermont Quarries (Estats Units)
- 1997 - 1999: Urban Mines: Metal Recycling (Canadà i Estats Units)
- 1993: Carrara Quarries (Itàlia)
- 1995 - 1996: Tailings (Canadà)
- 1999 - 2008: Oil (Canada, Xina, Azerbaidjan, Estats Units)
- 2000: Makrana Quarries (India)
- 2000 - 2001: Shipbreaking (Bangladesh)
- 2004 - 2006: Xina
- 2006: Iberia Quarries (Espanya i Portugal, s'inclouen fotografies a la Romaneta de Monòver (Vinalopó Mitjà)
- 2007: Australian Mines (Austràlia)
- 2009 - 2013: Water (Canada, Estats Units, Mèxic, Europa, Àsia, Islàndia i Índia)

## Premis i distincions
Burtynsky ha estat nomenat Oficial de l'Orde del Canadà. També ha estat investit de quatre doctorats honoris causa: Allison University, Queen's University, Ryerson University, Toronto i el Montserrat College of Art de Boston. Va ser guardonat amb el prestigiós premi TED el 2005.